# Ağaçgeçit, Bağlar
Ağaçgeçit là một xã thuộc huyện Bağlar, tỉnh Diyarbakır, Thổ Nhĩ Kỳ.